# Шадрино (Талдомский городской округ)
Шадрино — деревня в Талдомском районе Московской области России. Входит в состав сельского поселения Квашёнковское. Население — 21 чел. (2010).

## География
Расположена на севере Московской области, в северной части Талдомского района, примерно в 15 км к северу от центра города Талдома, на левом берегу впадающей в Угличское водохранилище реки Хотчи. Ближайшие населённые пункты — деревни Бабахино, Волково и Игумново.

## Население
| 1859 | 1888 | 1926 | 2002 | 2006 | 2010 |
| ---- | ---- | ---- | ---- | ---- | ---- |
| 114  | ↗157 | ↘148 | ↘0   | ↗1   | ↗21  |

## История
В «Списке населённых мест» 1862 года Шадрино — владельческая деревня 2-го стана Калязинского уезда Тверской губернии по левую сторону Дмитровского тракта, в 45 верстах от уездного города, при колодце, с 14 дворами и 114 жителями (52 мужчины, 62 женщины).
По данным 1888 года входила в состав Белгородской волости Калязинского уезда, проживало 30 семей общим числом 157 человек (76 мужчин, 81 женщина).
В 1915 году — 28 дворов.
В 1922 году деревня вошла в состав Гражданской волости Ленинского уезда Московской губернии, образованной путём слияния Белгородской и Ново-Семёновской волостей Калязинского уезда Тверской губернии.
1923—1924 гг. — центр Шадринского сельсовета.
По материалам Всесоюзной переписи населения 1926 года — деревня Волковского сельского совета Гражданской волости Ленинского уезда, проживало 148 жителей (57 мужчин, 91 женщина), насчитывалось 35 хозяйств, среди которых 33 крестьянских, имелись библиотека, изба-читальня, школа 1-й ступени, единое потребительское общество.
С 1929 года — населённый пункт в составе Ленинского района Кимрского округа Московской области.
Постановлением ЦИК и СНК от 23 июля 1930 года округа́ как административно-территориальные единицы были ликвидированы. Постановлением Президиума ВЦИК от 27 декабря 1930 года городу Ленинску было возвращено историческое наименование Талдом, а район был переименован в Талдомский.
1963—1965 гг. — Шадрино в составе Дмитровского укрупнённого сельского района.
В 1973 году из упразднённого Игумновского сельсовета деревня Шадрино была передана Квашёнковскому сельсовету.
В 1994 году Московской областной думой было утверждено положение о местном самоуправлении в Московской области, сельские советы как административно-территориальные единицы были преобразованы в сельские округа.
1994—2006 гг. — деревня Квашёнковского сельского округа Талдомского района.
2006—2009 гг. — деревня сельского поселения Ермолинское Талдомского района.
В 2009 году деревня Шадрино вошла в состав сельского поселения Квашёнковское Талдомского муниципального района Московской области, образованного путём выделения из состава сельского поселения Ермолинское.